# Cyphanthera
Genre
Cyphanthera est un genre de plantes de la famille des Solanaceae.

## Liste d'espèces
Selon NCBI (24 mars 2012) :
- Cyphanthera albicans
- Cyphanthera anthocercidea
- Cyphanthera microphylla
- Cyphanthera odgersii